# Корпусной ядерный реактор

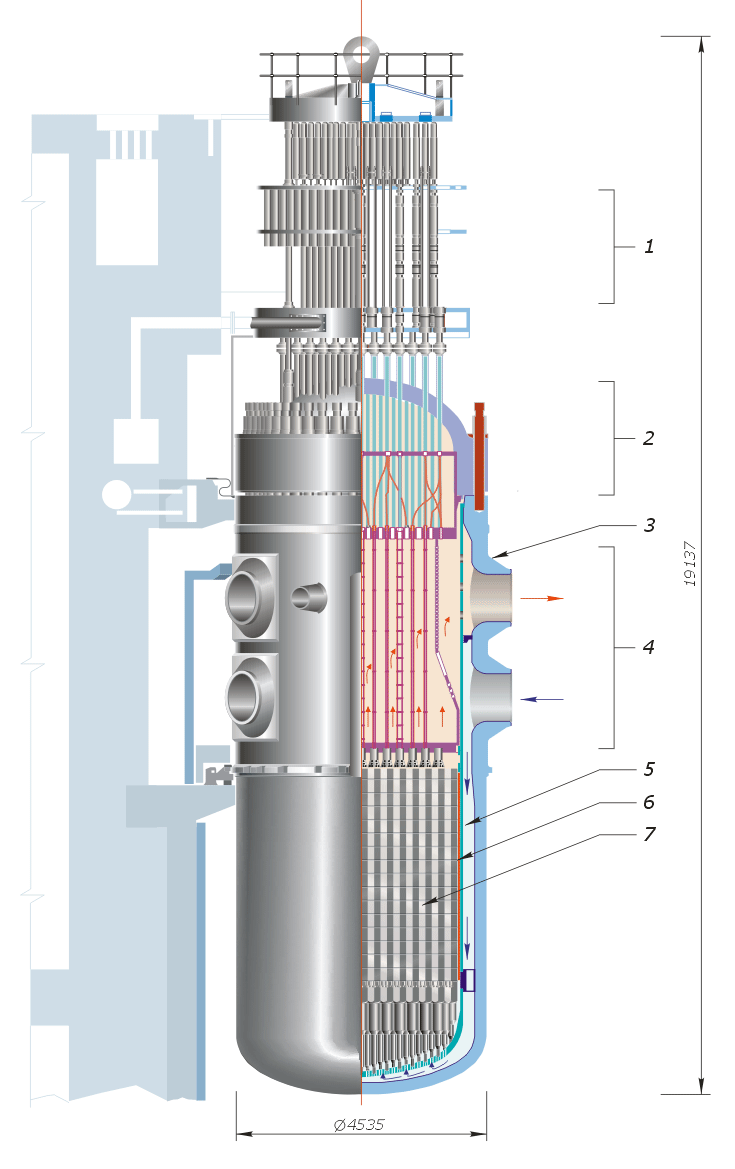
Пример корпусного реактора — ВВЭР-1000.

Корпусно́й я́дерный реа́ктор — ядерный реактор, активная зона которого находится внутри толстого цилиндрического корпуса. Корпусные реакторы выполняют с водой под давлением и кипящими.
Альтернативой корпусных реакторов являются канальные реакторы.
В отличие от канальных реакторов, в корпусных применяется специальный герметичный корпус. Так как давление в первом контуре может доходить до 160 атм (ВВЭР-1000), он весьма трудоёмок в изготовлении. Процесс замены ядерного топлива в таком реакторе затруднён, он требует полной остановки и частичной разборки реактора. Несмотря на недостатки, корпусные реакторы в настоящее время применяются наиболее широко. В России это ВВЭР, в других странах — PWR и BWR.

## Преимущества
- реакторы с водой под давлением принципиально не имеют положительных эффектов реактивности;
- небольшое число дополнительных конструкционных материалов, присутствующих в активной зоне и поглощающих нейтроны;
- корпусные реакторы имеют защитную оболочку, выполнить которую для канальных реакторов не представляется возможным из-за большой разветвлённости труб реакторного отделения.

## Недостатки
- наличие сложного в изготовлении и габаритного герметичного корпуса
- ограничение на размер активной зоны достижением предельного состояния прочности, и, как следствие, ограничение максимальной мощности; также габариты корпуса ограничены требованиями железнодорожной перевозки;
- невозможность частичной перегрузки тепловыделяющих сборок, то есть для замены топлива требуется полная остановка реактора, дренирование теплоносителя, демонтаж системы привода стержней, снятие крышки реактора и т.д.